# 万歳 (曲)
「万歳」（ばんざい）は、L-VOKALのメジャー1枚目のシングル。

## 解説
メジャーデビューシングルとして、2008年1月30日にユニバーサルミュージックのレーベルPRIMARY COLOR RECORDZよりリリースされた。

## 収録曲
1. 万歳
2. BIG BANG
3. Gainへの斜線 feat. SEEDA, LUNA
4. 健康ソング（Clean Ver.)

| スタブアイコン | サブスタブ | この項目は、まだ閲覧者の調べものの参照としては役立たない、シングルに関連した書きかけの項目です。この項目を加筆・訂正などしてくださる協力者を求めています（P:音楽/PJ:楽曲）。 |